# Nuclear Accident Magnitude Scale
Die Nuclear Accident Magnitude Scale nach David Smythe ist ein Maß für die Schwere eines Atomunglückes. Es versucht, die Unzulänglichkeiten des International Nuclear Event Scale (INES) zu korrigieren, indem sie im Gegensatz zu INES:
- kontinuierlich und nach oben offen ist
- an eine objektive Größe geknüpft ist
- Magnitude von Intensität trennt – analog zu den beiden Erdbebenskalen: Die eine Skala bewertet die physikalische Stärke des Erdbebens, die andere betrachtet die zerstörerische Wirkung des Erdbebens, die unter anderem von geologischen und baulichen Faktoren abhängig ist. Dies zeigt sich etwa, wenn die Kernschmelze im Forschungsreaktor Lucens (1969) mit dem Brand in Windscale (1957) verglichen wird. Beide Unfälle wurden auf der INES-Skala mit 5 bewertet, obwohl in Lucens der viel schwerere Vorfall stattfand – dank der unterirdischen Bauweise jedoch ohne radioaktive Belastung der Umgebung.

## Definition
Die NAMS orientiert sich an der Menge Radioaktivität, welche in die Atmosphäre freigegeben wird, und die Umgebung außerhalb des Reaktorgeländes belastet.
NAMS = log10(20*R)
wobei R die freigesetzte Radioaktivität in Terabecquerel ist, umgerechnet auf die äquivalente Dosis Iod-131. Der Faktor 20 stellt sicher, dass beide Skalen, INES und NAMS, etwa in derselben Region angesiedelt sind. Hervorzuheben ist, dass eine atmosphärische Freisetzung von Radioaktivität auf der INES-Skala prinzipiell mit 4, 5, 6 oder 7 eingestuft wird, während die NAMS diesbezüglich nach unten offen ist.

## Beispiele
| Unglück            | INES | freigesetzte Radioaktivität in TBq | NAMS |
| ------------------ | ---- | ---------------------------------- | ---- |
| Tschernobyl (1986) | 7    | 5,2 Mio.                           | 8    |
| Fukushima (2011)   | 7    | 1,592 Mio.                         | 7,5  |
| Windscale (1957)   | 5    | 1786                               | 4,6  |
| Kyschtym (1957)    | 6    | 1 Mio.                             | 7,3  |

Es zeigen sich deutliche Unterschiede zwischen den beiden Skalen. Ein Unglück des Schweregrads 7 nach INES geschah bislang alle ca. 30 Jahre – eines vom Grad 7 nach NAMS jedoch alle rund 12 bis 15 Jahre.